# Obstreljevanje Kane
Obstreljevanje (oz. granatiranje) Kane je najbolj tragičen del izraelske operacije Sadovi jeze v južnem Libanonu aprila 1996. Nasprotniki izraelske politike dogodku pravijo tudi »pokol v Kani«.
Kana je vas v južnem Libanonu, ki se nahaja približno 14 km jugovzhodno od Tira. Je ena izmed kandidatov za biblijsko Kano, kjer naj bi Kristus iz vode delal vino.
Ko je spomladi leta 1996 dokončno propadlo triletno premirje med Hezbolahom in izraelsko vojsko, je Hezbolah obnovil samomorilske napade na izraelske vojake v zasedenem južne Libanonu ter pričel z raketami obstreljevati naselja na severu Izraela. Aprila se je zato Izrael odločil, da bo odločno odgovoril z operacijo Sadovi jeze. 11. aprila so tako radijske postaje pod nadzorom SLA objavile izraelski poziv, naj se civilisti iz 44 naselij umaknejo v roku 24 ur. Okoli 800 prebivalcev okoliških krajev se je tako zateklo v oporišče fidžijskih pripadnikov UNIFIL v Kani. Dva dneva zatem se je operacija pričela z blokado bejrutskega, sidonskega in tirskega pristanišča in obstreljevanjem Hezbolahovih položajev. Hezbolah je nadaljeval z raketiranjem severa Izraela. Tako so tudi 18. aprila iz neposredne bližine fidžijskega oporišča izstrelili dve raketi katjuša in osem izstrelkov iz minometov. Izraelci so že čez 15 minut odgovorili z močnim obstreljevanjem območja s 155 mm topovi M-109A2. Več izstrelkov je padlo naravnost na tamkajšnje podzemno zaklonišče. Rezultat sta bila 102 mrtva civilista (od tega 52 otrok), 4 mrtvi pripadniki UNIFIL, več kot 300 ranjenih civilistov in 4 hudo ranjeni pripadniki UNIFIL.
Izraelske oblasti so nemudoma obžalovale dogodek in zatrdile, da je bil napad uperjen proti Hezbolahu, ki je civiliste že večkrat uporabljal za živi ščit, nekaj njegovih pripadnikov pa naj bi tistega dne vstopilo v oporišče. Predstavniki vojske so zatrjevali, da so imeli zastarele zemljevide in da so topničarjem podali napačne koordinate tarč. Takratni izraelski predsednik vlade Šimon Peres pa je zatrdil, da sploh niso vedeli, da so v oporišču tudi civilisti. Te trditve je nekoliko omajal amaterski video posnetek enega izmed pripadnikov UNIFIL, ki je pokazal, da sta v času napada območje preletela izraelsko brezpilotno izvidniško letalo in helikopter in da bi Izraelci tako morali vedeti, kaj obstreljujejo. Svojci žrtev so konec leta 2005 na washingtonskem sodišču vložili tožbo proti takratnemu vrhovnemu poveljniku izraelske vojske Mošeju Jalonu. 
Na oporišču sta bila s sirsko finančno pomočjo postavljena spomenik in sarkofag z vsemi 106 žrtvami. 18. april je danes v Libanonu dan spomina na ta dogodek. 